# 穴あき病
穴あき病（あなあきびょう、英: ulcer disease）とは、非定型エロモナス・サルモニシダ(Aeromonas salmonicida )感染を原因とするキンギョ、コイ、フナの感染症。潰瘍が認められる。25℃以上の水温で飼育することで防除することができる。原因菌に感染後、寄生体や細菌類が繁殖し、潰瘍を形成し、鱗が発赤＞脱落＞真皮露出＞筋肉露出と悪化していく。致死性は低いが、観賞魚としては見栄えが悪い。

## 治療
ニフルスチレン酸ナトリウムやオキソリン酸など専用の投薬があるので、隔離して薬浴させる。また、水温を25度以上にして自然治癒させる。佐々木賢吉が治療法を研究した。